# World Series 2017
Le World Series 2017 sono state la 113ª edizione della serie di finale della Major League Baseball al meglio delle sette partite tra i campioni della National League (NL) 2017, i Los Angeles Dodgers, e quelli della American League (AL), gli Houston Astros. A vincere il loro primo titolo sono stati gli Astros per quattro gare a tre.
Questa edizione ha visto i record delle World Series di 25 fuoricampo complessivi e di 8 fuoricampo in una singola gara, la seconda. L'esterno di Houston George Springer è stato nominato MVP della serie in cui ha pareggiato il record di 5 fuoricampo.
Queste sono state le prime World Series in cui il fattore campo è stato deciso dal record della stagione regolare, con i Dodgers che se lo erano assicurati con 104 vittorie. Dal 1903 al 2002, il fattore campo era stato alternato tra American e National League (ad esclusione del 1904 e del 1994 in cui non furono disputate le World Series) e dal 2003 e al 2016 era stato assegnato alla lega della squadra vincitrice dell'All-Star Game.

## Squadre

### Los Angeles Dodgers
Descritti come una delle migliori squadre di sempre per la maggior parte della stagione regolare, i Dodgers avevano un record di 91–36 al 25 agosto. Tuttavia, un periodo negativo nel finale di stagione, in cui la squadra perse 20 gare su 25, fece affiorare dei dubbi sulla possibilità che i Dodgers potessero trovare successo nei play-off. Malgrado tale periodo negativo, la squadra si riprese vincendo 8 delle ultime 10 gare della stagione regolare, vincendo il quinto titolo consecutivo della National League West e assicurandosi il fattore campo per tutti i playoff. Lì il club batté in quattro partite gli Arizona Diamondbacks nelle National League Division Series dopo di che superò i Chicago Cubs campioni in carica nelle National League Championship Series in cinque gare. Questa è la prima apparizione in finale della franchigia dal 1988, la decima dal trasferimento da Brooklyn a Los Angeles nel 1958 e la 19ª complessiva.
La squadra è giunta alle World Series 2017 con il proprio bullpen che non subisce punti da 23 inning consecutivi, un record MLB per un bullpen nei playoff. Inoltre, avendo battuto gli Arizona Diamondbacks e i Chicago Cubs con un punteggio combinato di 48–19, i Dodgers arrivano alle World Series col terzo miglior differenziale di punti per una squadra vincitrice del pennant dall'espansione dei playoff del 1995.

### Houston Astros
La stagione 2017 degli Astros è stata segnata dall'impatto dell'Uragano Harvey, che ha causato settimane di devastanti inondazioni nella maggior parte dell'area metropolitana di Houston e nel resto del Texas. I membri della squadra hanno portato sulle uniformi toppe con la scritta "Houston Strong". Con un bilancio di 101-61, la squadra ha vinto il primo titolo della American League West dal trasferimento dalla National League Central nel 2015. Avendo rappresentato la National League nelle World Series 2005, gli Astros sono diventati la prima squadra a vincere il pennant in entrambe le leghe. Nelle American League Division hanno superato i Boston Red Sox in 4 gare mentre nelle American League Championship Series hanno avuto la meglio sui New York Yankees in sette partite.

## Sommario
Houston ha vinto la serie, 4-3.
| Gara | Data        | Risultato                                                 | Stadio           | Ora/tempo | Pubblico |
| ---- | ----------- | --------------------------------------------------------- | ---------------- | --------- | -------- |
| 1    | 24 ottobre  | Houston Astros – 1, Los Angeles Dodgers – 3               | Dodger Stadium   | 2:28      | 54.253   |
| 2    | 25 ottobre  | Houston Astros – 7, Los Angeles Dodgers – 6 (11 inning)   | Dodger Stadium   | 4:19      | 54.293   |
| 3    | 27 ottobre  | Los Angeles Dodgers – 3, Houston Astros – 5               | Minute Maid Park | 3:46      | 43.282   |
| 4    | 28 ottobre  | Los Angeles Dodgers – 6, Houston Astros – 1               | Minute Maid Park | 3:06      | 43.322   |
| 5    | 29 ottobre  | Los Angeles Dodgers – 12, Houston Astros – 13 (10 inning) | Minute Maid Park | 5:17      | 43.300   |
| 6    | 31 ottobre  | Houston Astros – 1, Los Angeles Dodgers – 3               | Dodger Stadium   | 3:22      | 54.128   |
| 7    | 1º novembre | Houston Astros – 5, Los Angeles Dodgers – 1               | Dodger Stadium   | 3:37      | 54.124   |

## Partite

### Gara 1
| Houston | 0 | 0 | 0 | 1 | 0 | 0 | 0 | 0 | 0 | 1 | 3 | 0 |
| Los Angeles | 1 | 0 | 0 | 0 | 0 | 2 | 0 | 0 | x | 3 | 6 | 0 |

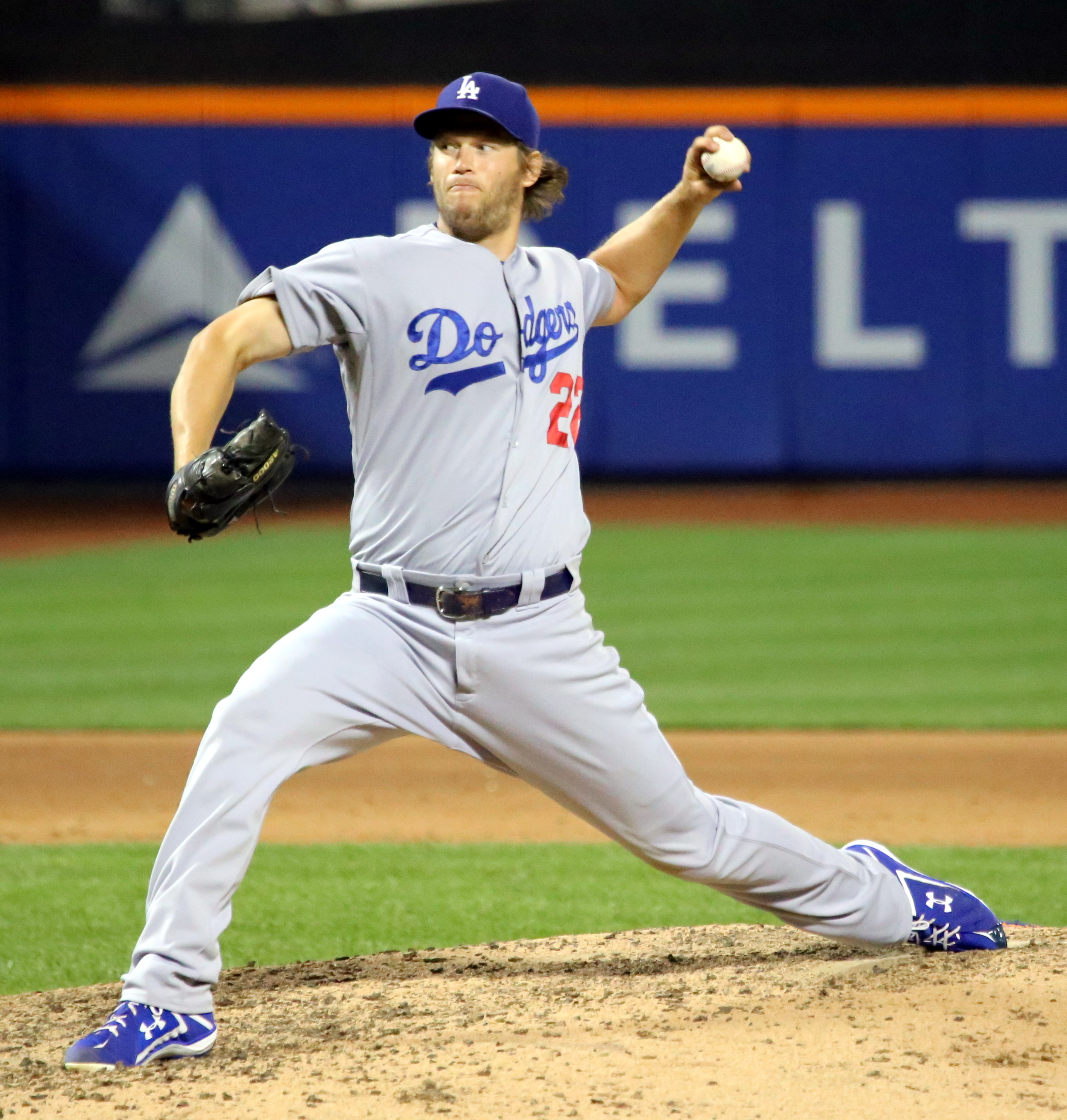
Clayton Kershaw lanciò 7 inning con 11 strikeout nella vittoria in gara 1

| W: Clayton Kershaw (1–0) L: Dallas Keuchel (0–1) Sv: Kenley Jansen (1) Fuoricampo: HOU: Alex Bregman (1) LAD: Chris Taylor (1), Justin Turner (1) Pubblico: 54.253 |   |   |   |   |   |   |   |   |   |   |   |   |

Il lancio cerimoniale è stato effettuato dai membri della famiglia di Jackie Robinson, inclusa Rachel Robinson. Clayton Kershaw è stato il partente per i Dodgers, mentre Dallas Keuchel quello degli Astros. La temperatura all'inizio della gara era di 39º, rendendola la gara delle World Series più calda della storia.
Chris Taylor ha battuto un fuoricampo per i Dodgers al primo lancio di Keuchel. Alex Bregman ha poi battuto un fuoricampo per gli Astros nel quarto inning. Nel sesto, Justin Turner ha battuto il decisivo fuoricampo da 2 punti per i Dodgers, pareggiando il record di franchigia di Duke Snider per il maggior numero di punti battuti a casa nei playoff con 26.	
Kershaw ha terminato con 11 strikeout in 7 inning lanciati, senza concedere basi su ball e solo 3 valide mentre Keuchel ha concesso 3 punti e 6 valide in 6 inning e 2/3. Brandon Morrow ha lanciato l'ottavo inning senza subire punti mentre Kenley Jansen ha guadagnato la salvezza.	
Le 2 ore e 28 minuti hanno reso questa partita la più breve nelle World Series da gara 4 delle World Series 1992.

### Gara 2
| Houston | 0 | 0 | 1 | 0 | 0 | 0 | 0 | 1 | 1 | 2 | 2 | 7 | 14 | 1 |
| Los Angeles | 0 | 0 | 0 | 0 | 1 | 2 | 0 | 0 | 0 | 2 | 1 | 6 | 5  | 0 |

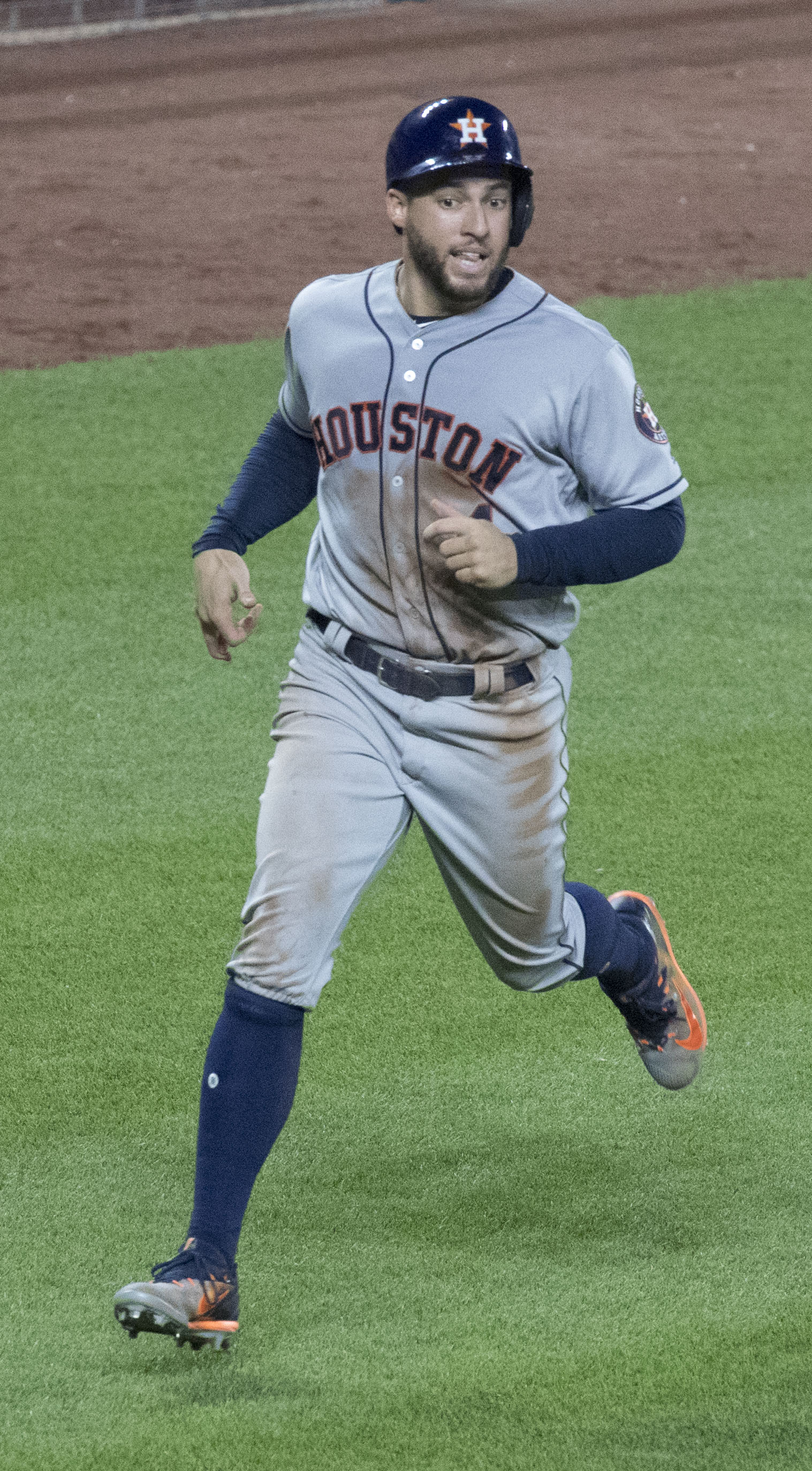
George Springer batté il punto vincente in gara 2

| W: Chris Devenski (1–0) L: Brandon McCarthy (0–1) Fuoricampo: HOU: Marwin González (1), José Altuve (1), Carlos Correa (1), George Springer (1) LAD: Joc Pederson (1), Corey Seager (1), Yasiel Puig (1), Charlie Culberson (1) Pubblico: 54.293 |   |   |   |   |   |   |   |   |   |   |   |   |    |   |

Fernando Valenzuela lanciò la palla cerimoniale a Steve Yeager; entrambi furono presentati dall'ex commentatore dei Dodgers Vin Scully.
I lanciatori partenti per gara 2 furono Rich Hill per i Dodgers e Justin Verlander per gli Astros. Houston segnò per prima quando Bregman batté la valida da cui Josh Reddick raggiunse casa base nel terzo inning. Hill ebbe 7 strikeout in 4 inning ma fu sostituito da Kenta Maeda nel quinto. Joc Pederson pareggiò la gara con un fuoricampo nella parte bassa del quinto inning e i Dodgers si portarono in vantaggio quando Corey Seager batté un home run da 2 punti nella parte bassa della sesta ripresa. Verlander concesse due valide, entrambi fuoricampo, nei suoi sei inning lanciati. Carlos Correa batté una valida nell'ottavo inning da cui gli Astros segnarono il loro secondo punto nell'ottavo inning, chiudendo la striscia record del bullpen dei Dodgers a 28 inning senza subire punti nei playoff. Marwin González batté poi un fuoricampo su lancio del closer Kenley Jansen nel nono inning pareggiando la contesa. Questa fu solamente la seconda salvezza mancata da Jansen in tutta la stagione, interrompendo la sua striscia di 12 consecutive nei playoff, un record MLB.
La gara andò agli inning supplementari. José Altuve e Correa batterono un fuoricampo dopo l'altro su lanci di Josh Fields nel decimo inning portando gli Astros in vantaggio. Nella parte bassa di quella ripresa però, Yasiel Puig colpì un home run su lancio di Ken Giles ed Enrique Hernández batté la palla da cui Logan Forsythe trovò il pareggio. Nel successivo inning, George Springer batté un fuoricampo da 2 punti per il vantaggio definitivo degli Astros su lancio di Brandon McCarthy. Nella parte bassa dell'undicesima ripresa, Charlie Culberson batté l'ultimo fuoricampo su lancio di Chris Devenski, che poi mandò strikeout Puig chiudendo la sfida. Questa fu la prima partita della storia delle World Series game in cui una squadra batté un home run nel nono, decimo e undicesimo inning. Gli otto fuoricampo complessivi furono un nuovo record per la serie di finale e fu la prima volta nella storia della MLB, sia nella stagione regolare che nei playoff, che furono battuti cinque fuoricampo negli inning supplementari. Per gli Astros si trattò della prima vittoria alle World Series, dal momento che nell'unica altra loro partecipazione, nelle World Series 2005, avevano perso per quattro gare a zero.

### Gara 3
| Los Angeles | 0 | 0 | 1 | 0 | 0 | 2 | 0 | 0 | 0 | 3 | 4  | 2 |
| Houston | 0 | 4 | 0 | 0 | 1 | 0 | 0 | 0 | x | 5 | 12 | 0 |
| W: Lance McCullers Jr. (1–0) L: Yu Darvish (0–1) Sv: Brad Peacock (1) Fuoricampo: LAD: Nessuno HOU: Yulieski Gurriel (1) Pubblico: 43.282 |   |   |   |   |   |   |   |   |   |   |    |   |

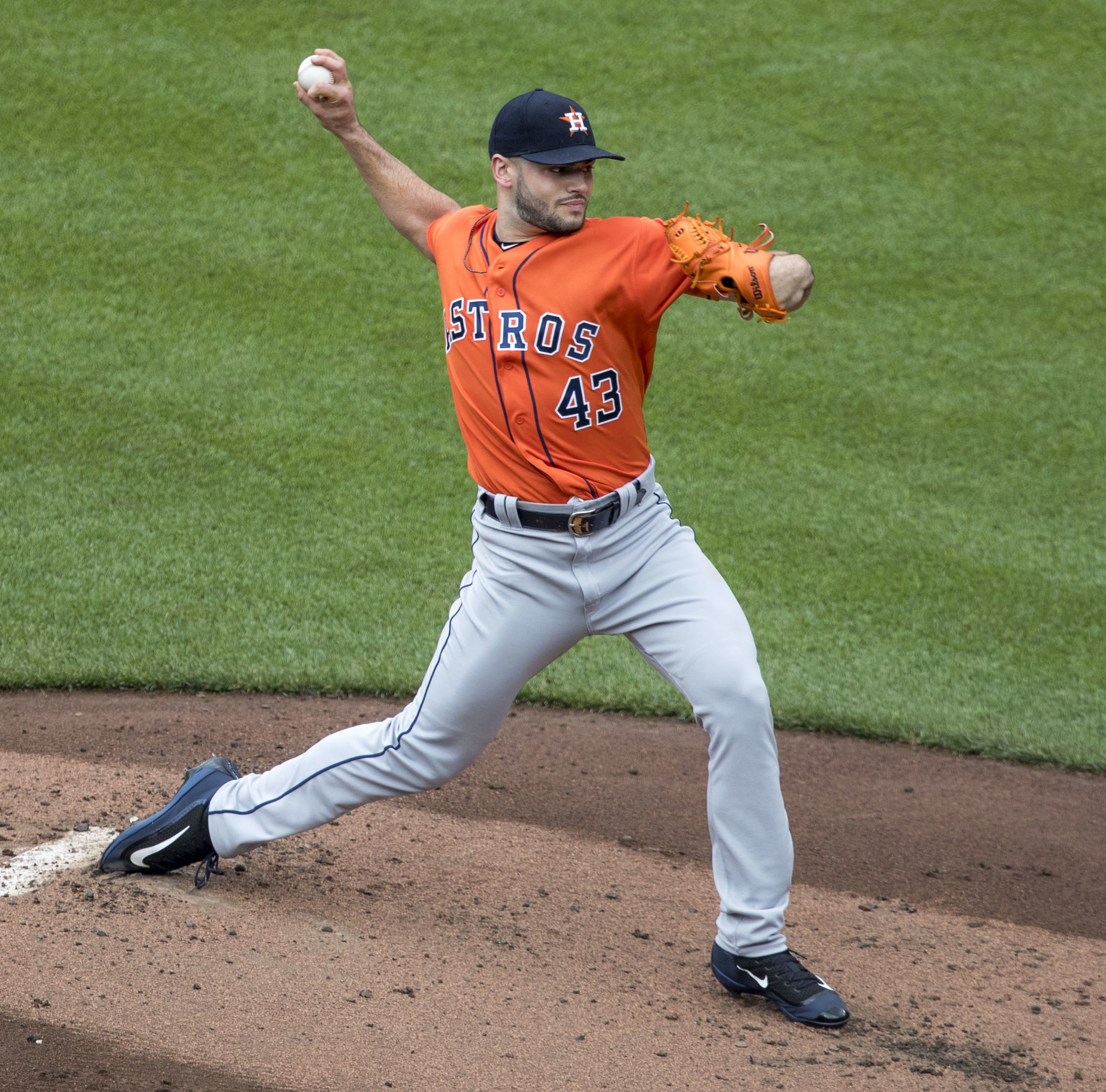
Lance McCullers Jr. guadagnò la vittoria in gara 2

J.J. Watt degli Houston Texans, che raccolse 37 milioni di dollari in favore delle vittime dell'Uragano Harvey, lanciò la palla cerimoniale. La palla gli era stata consegnata dall'Hall of Famer Craig Biggio. I lanciatori partenti furono Yū Darvish per i Dodgers e Lance McCullers Jr. per gli Astros. Houston segnò 4 punti nella parte bassa della seconda ripresa su un fuoricampo di Yulieski Gurriel e punti battuti a casa di Marwin González, Brian McCann, e Bregman. Darvish lasciò la gara dopo un inning e 2/3, la prestazione più breve della sua carriera. I Dodgers segnarono un punto nella parte alta del terzo grazie a Seager che fu però eliminato da un doppio gioco dopo che McCullers aveva riempito le basi con tre basi su ball consecutive. Gli Astros aggiunsero un altro punto nel quinto inning su un singolo di Evan Gattis mentre i Dodgers ne segnarono due nel sesto con un RBI di Puig e un lancio pazzo. McCullers chiuse la sua gara lanciando 5 inning e 2/3, concedendo 3 punti su 4 valide. Fu sostituito da Brad Peacock che non fece battere alcuna valida ai Dodgers negli ultimi 3 inning e 2/3, guadagnando la prima salvezza in carriera.
Gurriel fu sorpreso in un gesto razzista durante la gara: dopo il suo fuoricampo, mentre era in panchina, fu ripreso dalle telecamere a tirarsi gli angoli degli occhi per imitare gli occhi a mandorla del lanciatore avversario, pronunciando la parola spagnola chinito, traducibile come "ragazzino cinese", mentre Darvish è in realtà giapponese. Gurriel in seguito si scusò, affermando che tutti gli asiatici sono chiamati chino a Cuba ma di essere tuttavia a conoscenza del fatto che in Giappone, avendo giocato lì, ciò è considerato un insulto. Il giorno successivo Gurriel fu sospeso per le prime 5 partite della stagione 2018 senza stipendio, permettendogli di continuare a disputare le World Series.

### Gara 4
| Los Angeles | 0 | 0 | 0 | 0 | 0 | 0 | 1 | 0 | 5 | 6 | 7 | 0 |
| Houston | 0 | 0 | 0 | 0 | 0 | 1 | 0 | 0 | 1 | 2 | 2 | 0 |

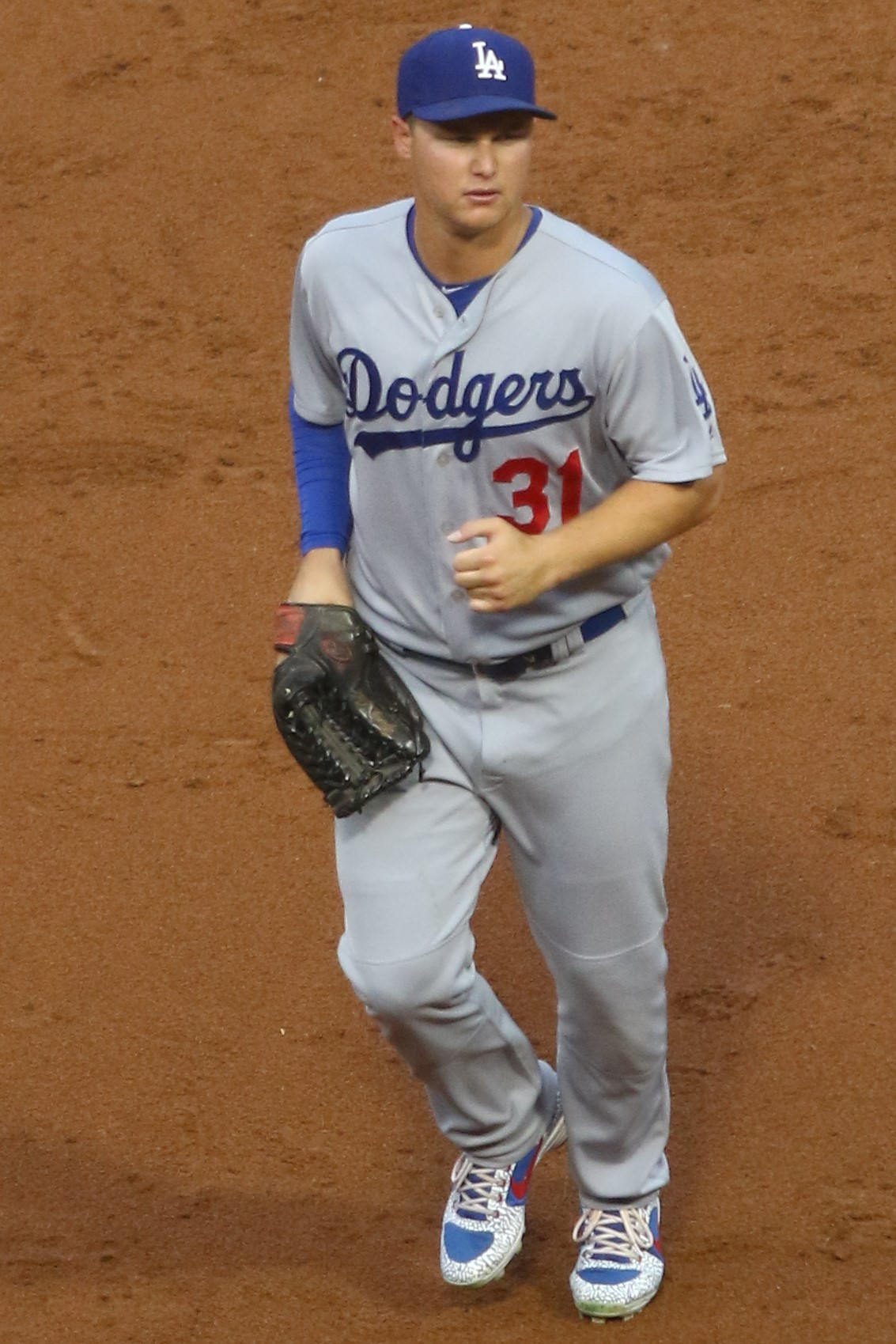
Joc Pederson batté un fuoricampo da 3 punti in gara 4

| W: Tony Watson (1–0) L: Ken Giles (0–1) Fuoricampo: LAD: Joc Pederson (2) HOU: George Springer (2), Alex Bregman (2) Pubblico: 43.322 |   |   |   |   |   |   |   |   |   |   |   |   |

Hailey Dawson, una bambina di 7 anni del Nevada, lanciò la prima palla con una pallina stampata in 3D. I lanciatori partenti furono Alex Wood per i Dodgers e Charlie Morton per gli Astros. Springer batté un fuoricampo su lancio di Wood nella parte bassa della sesta ripresa, aprendo le marcature. Fu l'unica valida concessa da Wood nei 5 inning e 2/3 lanciati. Forsythe colpì poi la palla da cui Cody Bellinger pareggiò la contesa nella parte alta del settimo inning. Morton terminò con 7 strikeout e concesse solo 3 valide in 6 inning e 1/3. Bellinger batté il doppio del sorpasso nella nona ripresa su lancio di Ken Giles, coi Dodgers che poi dilagarono con una volata di sacrificio di Austin Barnes e un fuoricampo da 3 punti di Pederson. Nella parte bassa dell'ultimo inning, Bregman batté un fuoricampo su lancio del closer segnando l'ultimo punto della partita, vinta da Los Angeles che pareggiò la serie. Gli Astros ebbero 2 valide in tutta la gara, entrambi fuoricampo. Fu la prima partita della storia delle World Series in cui entrambi i lanciatori partenti concessero a quattro o meno avversari di raggiungere le basi.

### Gara 5
| Los Angeles | 3 | 0 | 0 | 1 | 3 | 0 | 1 | 1 | 3 | 0 | 12 | 14 | 1 |
| Houston | 0 | 0 | 0 | 4 | 3 | 0 | 4 | 1 | 0 | 1 | 13 | 14 | 1 |

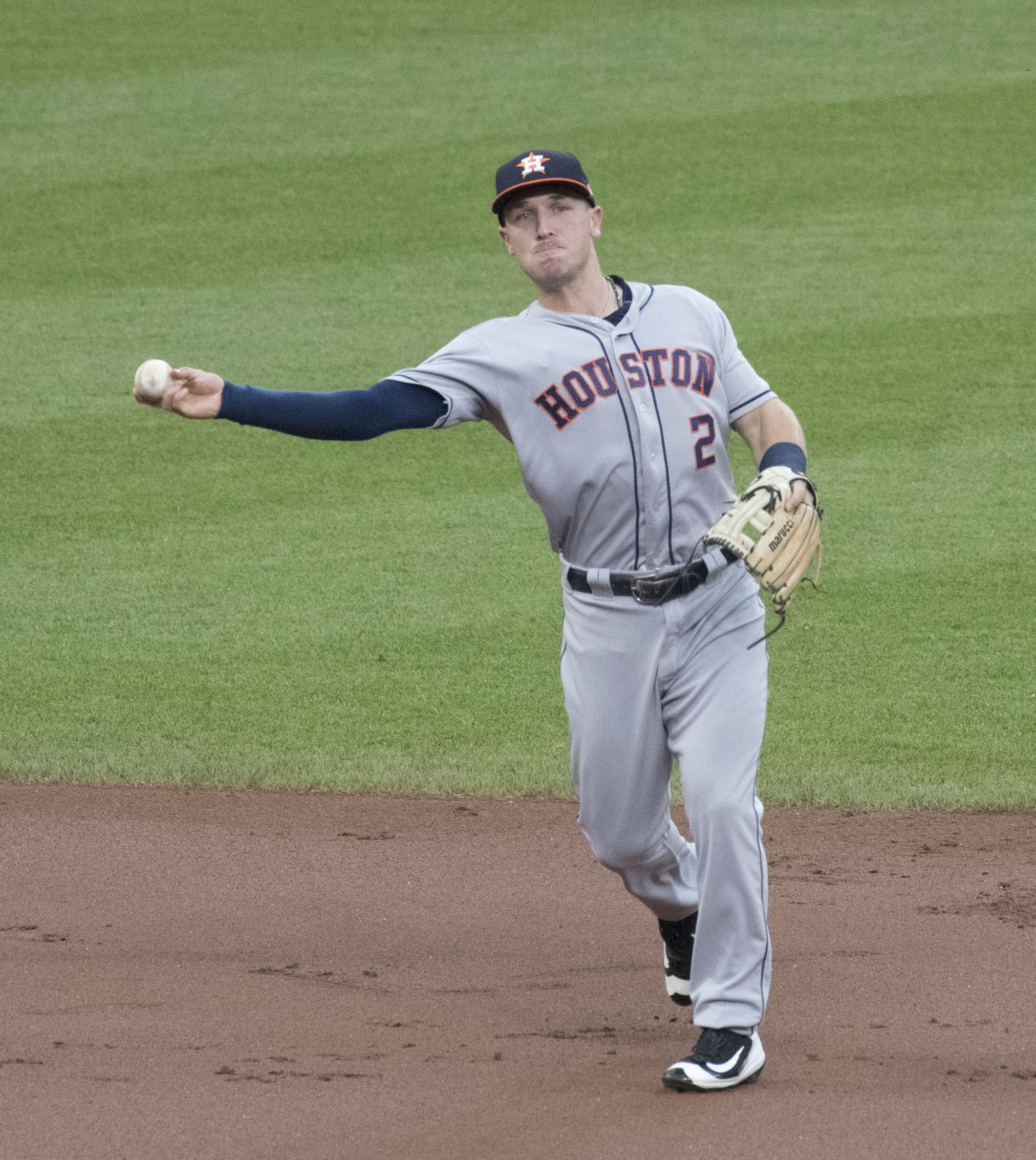
Alex Bregman batté il punto della vittoria in gara 5

| W: Joe Musgrove (1–0) L: Kenley Jansen (0–1) Fuoricampo: LAD: Cody Bellinger (1), Yasiel Puig (2) HOU: Yuli Gurriel (2), José Altuve (2), George Springer (3), Carlos Correa (2), Brian McCann (1) Pubblico: 43.300 |   |   |   |   |   |   |   |   |   |   |    |    |   |

Kershaw e Keuchel furono i partenti di gara 5, nella rivincita della prima gara della serie. Forsythe batté un singolo da 2 punti su lancio di Keuchel nel primo inning mandando subito i Dodgers in vantaggio. Un terzo punto giunse su un errore di Gurriel. Barnes batté un singolo nella quarta ripresa, facendo segnare Forsythe. Keuchel lanciò solamente 3 inning e 2/3 per gli Astros, concedendo 5 valide e 4 punti. Fu la sua partenza casalinga più breve della stagione. Gli Astros segnarono il primo punto su un doppio di Correa nella parte bassa del quarto inning, seguito da un fuoricampo da tre punti di Gurriel che pareggiò la sfida. Bellinger batté poi un fuoricampo da tre punti su lancio di Collin McHugh nella parte alta del quinto inning, riportando in vantaggio i Dodgers, finché Altuve batté anch'egli un fuoricampo da 3 punti nella parte bassa dello stesso inning su lancio di Maeda, pareggiando di nuovo la gara. Kershaw lanciò solo 4 inning e 2/3, concedendo 6 punti su 4 valide e 3 basi su ball.
Un triplo di Bellinger che Springer mancò in tuffo nel settimo inning su lancio di Peacock fece segnare Hernández dalla prima base. Nella parte bassa di quella ripresa, Springer batté un fuoricampo sul primo lancio in partita di Morrow, che stava lanciando per il terzo giorno consecutivo, pareggiando nuovamente. Bregman segnò su un doppio di Altuve portando gli Astros in vantaggio per la prima volta, dopo di che Correa batté un fuoricampo da 2 punti, aumentando il vantaggio. Seager batté un punto con un doppio nell'ottavo inning ma McCann batté un nuovo fuoricampo nella parte bassa. Quello fu il 21º fuoricampo della serie, pareggiando il record stabilito nelle World Series 2002. Puig superò tale primato con un home run da due punti nella parte alta del nono inning. Taylor in seguito batté la valida da cui Barnes pareggiò la gara. Con le due squadre che totalizzarono 24 punti nel corso di nove inning, questa fu la partita dal punteggio più alto alle World Series da quando i Florida Marlins batterono i Cleveland Indians 14–11 in gara 3 delle World Series 1997.
Nel decimo inning, Jansen colpì con un lancio McCann, portandolo in base con due eliminati. Poco dopo, Springer guadagnò una base su ball, facendo avanzare Derek Fisher, entrato come sostituto corridore per McCann, in seconda base. Nel lancio successivo, Bregman batté il singolo da cui Fisher segnò il punto della vittoria. Gli Astros divennero la seconda squadra della storia a rimontare due volte da uno svantaggio di 3 punti in una gara delle World Series. Gli altri erano stati i Toronto Blue Jays nella vittoria 15–14 in gara 4 delle World Series 1993. Queste World Series stabilirono un nuovo primato per numero di battitori che colpirono un fuoricampo (14). Gara 5 durò 5 ore e 17 minuti, alla pari la seconda più lunga della storia delle finali, dietro solo alla gara da 14 inning tra gli Astros e i Chicago White Sox in gara 3 delle World Series 2005 tenuta nello stesso stadio.

### Gara 6
| Houston | 0 | 0 | 1 | 0 | 0 | 0 | 0 | 0 | 0 | 1 | 6 | 0 |
| Los Angeles | 0 | 0 | 0 | 0 | 0 | 2 | 1 | 0 | X | 3 | 5 | 0 |
| W: Tony Watson (2–0) L: Justin Verlander (0–1) Sv: Kenley Jansen (2) Fuoricampo: HOU: George Springer (4) LAD: Joc Pederson (3) Pubblico: 54.128 |   |   |   |   |   |   |   |   |   |   |   |   |

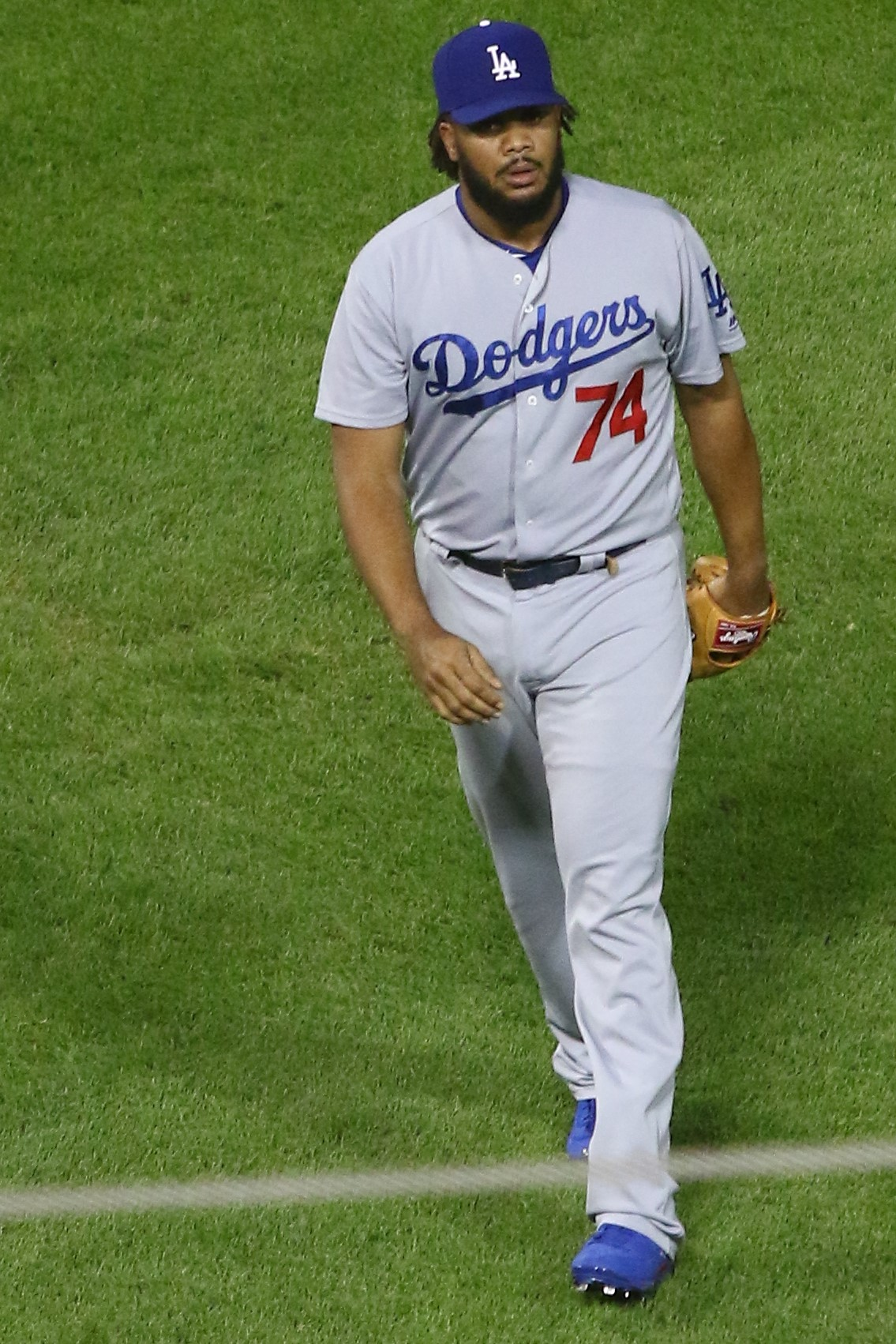
Kenley Jansen guadagnò una salvezza lanciando per 2 inning in gara 6

Orel Hershiser e Tommy Lasorda, protagonisti del titolo delle World Series 1988 per i Dodgers, lanciarono la palla cerimoniale.
Game 6 vide gli stessi partenti della seconda gara: Verlander e Hill. Springer batté un fuoricampo su lancio di Hill nella parte alta della terza ripresa aprendo le marcature. Fu il quarto home run di Springer nella serie, pareggiando il terzo risultato di tutti i tempi e raggiungendo Gene Tenace nelle 1972, quale unico altro giocatore ad avere 4 fuoricampo del pareggio o del sorpasso in una singola edizione delle World Series. Prima di Springer, erano stati Hank Bauer nelle World Series 1958 e Barry Bonds nelle World Series 2002 a battere 4 home run. Gli Astros riempirono le basi nel quinto inning, senza però segnare. Hill lanciò 4 riprese e 2/3, con 5 strikeout, concedendo 4 valide e un punto.
Nel sesto inning, Taylor pareggiò la gara con un doppio e Seager batté una volata di sacrificio che portò in vantaggio i Dodgers. Verlander lanciò 6 inning con 9 strikeout e 3 sole valide concesse. Pederson colpì un home run nella parte bassa del settimo inning e Jansen lanciò due inning senza subire punti, guadagnando la salvezza. Pederson pareggiò un record delle World Series con la quinta gara consecutiva con una battuta da extra base e Andre Ethier, entrato in partita come sostituto battitore, stabilì un nuovo primato di franchigia dei Dodgers con la 50ª gara nei playoff in carriera.

### Gara 7
| Houston | 2 | 3 | 0 | 0 | 0 | 0 | 0 | 0 | 0 | 5 | 5 | 0 |
| Los Angeles | 0 | 0 | 0 | 0 | 0 | 1 | 0 | 0 | 0 | 1 | 6 | 1 |
| W: Charlie Morton (1–0) L: Yu Darvish (0–2) Fuoricampo: HOU: George Springer (5) LAD: Nessuno Pubblico: 54.124 |   |   |   |   |   |   |   |   |   |   |   |   |

Questa fu la prima gara 7 delle World Series giocata al Dodger Stadium. Fu anche la prima volta dalle World Series 1931 che una gara 7 si disputò in una finale con due squadre che avevano vinto entrambe cento partite in stagione. La palla cerimoniale fu lanciata da Sandy Koufax.
I lanciatori partenti furono gli stessi di gara 3: McCullers e Darvish. Springer aprì la partita con un doppio e segnò il primo punto su un errore di Bellinger, che permise a Bregman di raggiungere la seconda base. Bregman rubò la terza base e poi segnò con una volata di sacrificio di Altuve. McCann segnò nella ripresa successiva su una palla battuta dal lanciatore McCullers. Springer batté poi un fuoricampo da 2 punti, il suo quinto della serie, pareggiando il record di Reggie Jackson e Chase Utley per il maggior numero in una singola World Series e stabilendo un nuovo primato con 29 basi totali in qualsiasi serie di playoff. Darvish rimase in campo solamente un inning e 2/3 inning. Morrow entrò al suo posto, diventando il secondo lanciatore della storia a lanciare in tutte le 7 gare di un'edizione delle World Series, dopo Darold Knowles nelle World Series 1973. McCullers lanciò per 2 inning e 1/3, concedendo 3 valide e colpendo un record delle WS di quattro battitori avversari.
I Dodgers non segnarono alcun punto nei primi cinque inning, malgrado l'avere avuto diversi corridori in base.	
Ethier, entrato come sostituto battitore, fece segnare a Pederson con un singolo nel sesto inning l'unico punto dei Dodgers. Kershaw lanciò quattro inning senza subire punti come rilievo e così facendo batté il record di franchigia di Orel Hershiser di 33 strikeout nei playoff. Morton lanciò quattro inning come rilievo, guadagnando la vittoria, mentre gli Astros conquistarono le loro prime World Series. Springer fu premiato come MVP della serie.

### Tabellino complessivo
| Houston Astros | 2 | 7 | 2 | 5 | 4 | 1 | 4 | 2 | 2 | 3 | 2 | 34 | 56 | 2 |
| Los Angeles Dodgers | 4 | 0 | 1 | 1 | 4 | 9 | 3 | 1 | 8 | 2 | 1 | 34 | 47 | 4 |
| Fuoricampo: HOU: George Springer (5), José Altuve (2), Alex Bregman (2), Carlos Correa (2), Yuli Gurriel (2), Marwin González (1), Brian McCann (1) LAD: Joc Pederson (3), Yasiel Puig (2), Cody Bellinger (1), Charlie Culberson (1), Corey Seager (1), Chris Taylor (1), Justin Turner (1) Spettatori totali: 346.702 Spettatori a partita: 49.529 |   |   |   |   |   |   |   |   |   |   |   |    |    |   |

## Rating televisivi

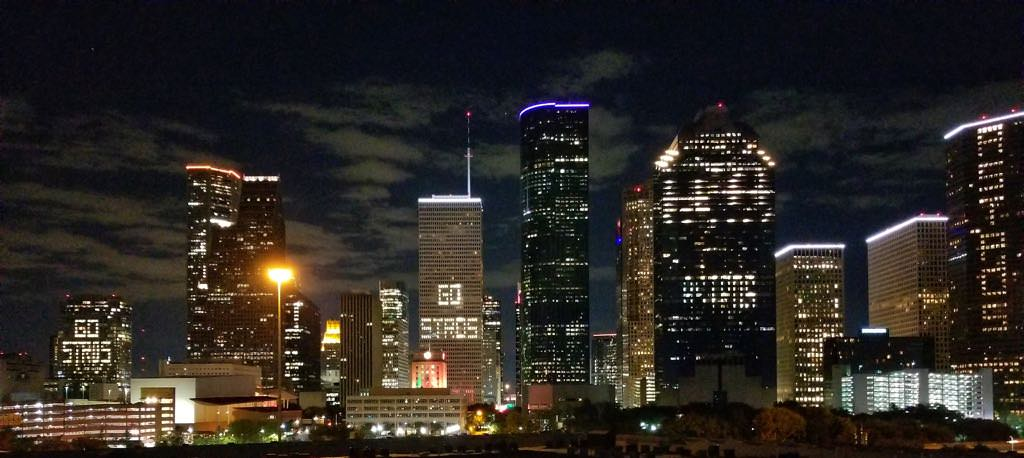
Lo skyline del centro di Houston durante le World Series 2017

| Game | Rating | Share | Audience U.S.A. (in milioni) | Note          |
| ---- | ------ | ----- | ---------------------------- | ------------- |
| 1    | 8.7    | 15    | 14.97                        | [ 65 ] [ 66 ] |
| 2    | 9.2    | 18    | 15.48                        | [ 67 ] [ 68 ] |
| 3    | 8.8    | 17    | 15.68                        | [ 69 ] [ 70 ] |
| 4    | 8.7    | 17    | 15.40                        | [ 71 ] [ 72 ] |
| 5    | 10.5   | 21    | 18.94                        | [ 73 ] [ 74 ] |
| 6    | 12.6   | 23    | 22.23                        | [ 75 ] [ 76 ] |
| 7    | 15.8   | 28    | 28.23                        | [ 77 ] [ 78 ] |